# Rhinura
Rhinura är ett släkte av fjärilar. Rhinura ingår i familjen mätare.
Kladogram enligt Catalogue of Life:
| Rhinura | \| \| Rhinura cynossema \| \| \| \| \| \| Rhinura obscurior \| \| \| \| \| \| Rhinura populonia \| \| \| \| \| \| Rhinura variegata \| \| \| \| |
|         | \| \| Rhinura cynossema \| \| \| \| \| \| Rhinura obscurior \| \| \| \| \| \| Rhinura populonia \| \| \| \| \| \| Rhinura variegata \| \| \| \| |
|         | Rhinura cynossema |
|         | |
|         | Rhinura obscurior |
|         | |
|         | Rhinura populonia |
|         | |
|         | Rhinura variegata |
|         | |